# جان باتيست كولبير

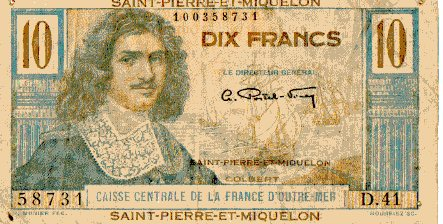
عملة فرنسية عليها رسم لجان كولبير

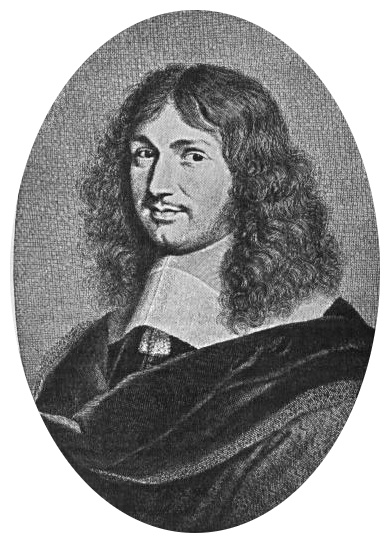
جان بتيست كولبير

جان باتيست كولبير (بالفرنسية: Jean-Baptiste Colbert)، ابتداءا من عام 1665، هو واحد من أهم وزراء لويس الرابع عشر. ولد في فرنسا عام 1619م، وكان أبوه أحد تجار الصوف، والتحق بخدمة الدولة عندما كان عمره 32 عاما، ووقع عليه الاختيار لإدارة مزرعة (الكردينال مازاران) فأدى مهمته بنجاح مما جعل الأخير يوصي به لدى الملك لويس الرابع عشر.
ويعتبر كولبير من دعاة المذهب التجاري في فرنسا، حتى سميت هذه السياسة التي انتهجها في هذا الميدان باسمه الكولبرتسم (colbertism).
وقد عمل كولبير على تنمية الصناعة والتجارة، وحصر همه في خدمة قوة الدولة وعظمتها، وكان من إجراءاته لتحقيق هذا الغرض فرض الرسوم على الاستيرادات وتقديم الدعم المادي إلى الملاحة الفرنسية وإجراء التحسينات على وسائل النقل في الداخل وإصدار القوانين التي تمنع العمال الفرنسيين من مغادرة البلاد بهدف تأمين الأيدي العاملة الرخيصة وشجع الاحتكارات وخاصة فيما وراء البحار وأقام الصناعات النموذجية وروج المخترعات وبذلك تمكن خلال فترة قصيرة من مضاعفة إيرادات الملك وجعل من بلاده أقوى دولة في أوروبا.

## وفاته
توفي كولبير عام 1683م.

## روابط خارجية
- جان بابتيست كولبير على موقع الموسوعة البريطانية (الإنجليزية)
- جان بابتيست كولبير على موقع إن إن دي بي (الإنجليزية)